# گارنت اولت
گارنت اولت (انگلیسی: Garnet Ault; ۱ نوامبر ۱۹۰۵ – ۱۰ سپتامبر ۱۹۹۳) شناگر اهل کانادا بود.
وی در مسابقات کشوری و بین‌المللی در مجموع برندهٔ ۱ مدال برنز شده‌است.